# 老虎刺
老虎刺（学名：Pterolobium punctatum）是豆科老虎刺属的植物。分布于老挝以及中国大陆的福建、广西、广东、贵州、湖北、云南、四川、湖南、江西等地，生长于海拔300米至2,000米的地区，一般生长在路旁石山干旱地方、山坡疏林阳处和石灰岩山上，目前尚未由人工引种栽培。

## 别名
倒爪刺、石龙花（云南） 倒钩藤、崖婆勒、蚰蛇利（广东）

## 延伸阅读
[在维基数据编辑]
 《植物名實圖考·老虎刺》，出自吳其濬《植物名實圖考》